# Апанасовка (Курская область)
Апанасовка — село в Кореневском районе Курской области. Входит в состав Комаровского сельсовета.

## География
Село находится на реке Мужица, в 105 км к юго-западу от Курска, в 13 км к югу от районного центра — посёлка городского типа Коренево, в 5,5 км от центра сельсовета  — Комаровка.
Климат
Апанасовка, как и весь район, расположена в поясе умеренно континентального климата с тёплым летом и относительно тёплой зимой (Dfb в классификации Кёппена).
| Показатель                                                                   | Янв. | Фев. | Март | Апр. | Май  | Июнь | Июль | Авг. | Сен. | Окт. | Нояб. | Дек. | Год  |
| ---------------------------------------------------------------------------- | ---- | ---- | ---- | ---- | ---- | ---- | ---- | ---- | ---- | ---- | ----- | ---- | ---- |
| Средний суточный максимум, °C                                                | −3,4 | −2,3 | 3,8  | 13,6 | 19,9 | 23,1 | 25,5 | 25   | 18,6 | 11,1 | 4     | −0,6 | 11,5 |
| Средняя температура, °C                                                      | −5,5 | −4,9 | 0,1  | 8,8  | 15,2 | 18,8 | 21,2 | 20,3 | 14,4 | 7,7  | 1,8   | −2,6 | 7,9  |
| Средний суточный минимум, °C                                                 | −7,9 | −8,1 | −4,1 | 3,3  | 9,5  | 13,4 | 16,1 | 15,2 | 10,1 | 4,3  | −0,5  | −4,8 | 3,9  |
| Норма осадков, мм                                                            | 50   | 43   | 48   | 48   | 62   | 69   | 77   | 50   | 56   | 54   | 47    | 48   | 652  |
| Источник: Погода по месяцам c ru.climate-data.org(дата обращения: Июль 2021) |      |      |      |      |      |      |      |      |      |      |       |      |      |

## Население
| 2002 | 2010 |
| ---- | ---- |
| 261  | ↘199 |

## Инфраструктура
Личное подсобное хозяйство. В селе 133 дома.

## Транспорт
Апанасовка находится в 13 км от автодороги регионального значения 38К-030 (Рыльск — Коренево — Суджа), в 2 км от автодороги 38К-006 (Коренево — Троицкое), на автодороге 38К-007 (38К-006 — Комаровка — Глушково), в 3,5 км от автодороги межмуниципального значения 38Н-159 (38К-006 — Краснооктябрьское), в 3,5 км от автодороги 38Н-160 (38К-006 — Любимовка — 38К-030 с подъездом к с. Обуховка), в 4 км от ближайшего ж/д остановочного пункта 344 км (линия 322 км — Льгов I).
В 141 км от аэропорта имени В. Г. Шухова (недалеко от Белгорода).